# N-メチル-D-アスパラギン酸
N-メチル-D-アスパラギン酸（NメチルDアスパラギンさん、N-methyl-D-aspartic acid, 通称NMDA）はグルタミン酸受容体のサブタイプのひとつ、NMDA受容体の選択的人工アゴニスト。水溶性。